# Apalis cinerea
Apalis cinerea là một loài chim trong họ Cisticolidae.